# Зелёная ворона
«Зелёная ворона» (латыш. «Zaļā vārna») — одно из первых в Латвии творческих объединений молодых художников, музыкантов, актёров и писателей, симпатизирующих набиравшему силу авангардистскому течению в искусстве. Было основано в 1925 году, просуществовало до 1939 года. Известно своей ярко выраженной тенденцией к сближению различных школ и направлений.
В печатном органе литературно-художественного объединения журнале «Зелёная ворона», главным редактором которого был поэт Фридрих Гулбис, помимо литературных произведений много места уделялось публицистике и критике. Давались обзорные материалы о выставках, спектаклях и литературных новинках.
Объединение проводило активную выставочную деятельность, его сотрудники принимали деятельное участие в общественной жизни.
Членство в новообразованном обществе давало возможность быть напечатанным, участвовать в выставках. В него охотно вступали молодые представители творческих профессий.
Художественная секция объединения насчитывала порядка шестидесяти членов. Её руководителями были Янис Пласе и сменивший его Карлис Балтгайлис.
В разные годы, среди прочих, в художественной секции объединения «Зелёная ворона» числились: Петерис Упитис, Францис Варславанс, Волдемар Валдманис, Артур Лапиньш, Карлис Штралс, Валдис Калнрозе, Фридрих Милтс, Ансис Цирулис, Альбертс Филка, Роман Сута, Александр Юнкерс, Ольгертс Абелите и многие другие.
В литературной секции объединения принимали участие: Жанис Унамс, Карлис Эгле, Александр Чакс, Янис Кадилис, Анна Саксе, Карлис Элиас, Эрик Адамсонс, Фридрих Гулбис, Карлис Эдуард Рабац, Аустра Скуиня.